# Invasion von Anjouan
Die Invasion von Anjouan (Codename Operation Demokratie in Komoren) am 25. März 2008 war ein amphibischer Angriff unter Führung der Komoren, unterstützt von der Afrikanischen Union (AU), einschließlich der Truppen aus dem Sudan, Tansania, Senegal sowie mit logistischer Unterstützung aus Libyen und Frankreich. Das Ziel der Invasion war es, Colonel Mohamed Bacars Führung in Anjouan, einer Insel in der Union der Komoren, zu stürzen, als er sich nach einer umstrittenen Wahl im Jahr 2007 geweigert hatte, gemäß der Aufforderung der Bundesregierung und der AU zurückzutreten. Der Komoren-Archipel im Indischen Ozean hat seit der Unabhängigkeit von Frankreich im Jahr 1975 eine wechselvolle Geschichte hinter sich und erlebte mehr als 20 Coups oder Putschversuche.
Die Invasion ereignete sich am frühen Morgen des 25. März 2008. Die wichtigsten Städte wurden schnell überrannt und die Insel wurde am selben Tag unter der Kontrolle der Invasoren erklärt. Mohamed Bacar gelang es am 26. März, nach Mayotte zu entkommen, und beantragte politisches Asyl. Er wurde daraufhin von der französischen Verwaltung in Gewahrsam genommen und auf die Insel Réunion gebracht. Am 15. Mai lehnte Frankreich Bacars Asylantrag ab, aber das französische Flüchtlingsbüro entschied, dass der gestürzte Anführer wegen der Gefahr der Verfolgung nicht an die Komoren ausgeliefert werden könne.

## Hintergrund
Die komorische Bundesregierung verzögerte die Wahl in Anjouan wegen angeblicher Unregelmäßigkeiten und Einschüchterung, aber Bacar druckte dennoch Stimmzettel und hielt im Juni eine Wahl ab und behauptete einen Erdrutschsieg von 90 Prozent.

## Aufrüstung
Im März 2008 sammelten sich Hunderte von Regierungstruppen der Komoren auf Mohéli, die näher an Anjouan liegt als die größere Insel Grande Comore. Sudan und Senegal stellten insgesamt 750 Soldaten zur Verfügung, während Libyen die Operation logistisch unterstützte. Außerdem sollten bald 500 tansanische Truppen eintreffen. Frankreich, die ehemalige Kolonialmacht, unterstützte die Operation auch durch den Lufttransport von AU-Truppen in das Gebiet.
Anjouan versprach, im Mai 2008 Neuwahlen abzuhalten, die der südafrikanische Präsident Thabo Mbeki zur Lösung der Krise unterstützte. Mbeki versuchte erneut, die Invasion am 14. März zu stoppen, aber die AU ignorierte seinen Vorschlag und die Invasion ging voran.

## Vorfälle vor der Invasion
Am 3. März 2008 fing ein Treibstoffschiff der Komorenarmee im Hafen der Hauptstadt Moroni Feuer. Die Ursache des Feuers war unbekannt. Am 11. März kam es auf den Inseln zu einem bewaffneten Überfall, bei dem drei Mitglieder der Anjouan-Miliz, die Präsident Bacar treu ergeben waren, gefangen genommen und zur Vernehmung nach Mohéli gebracht wurden. Die Diplomatie setzte sich mit einer Intervention des südafrikanischen Präsidenten Thabo Mbeki fort, der versuchte, die geplante AU-Invasion zum deutlichen Missfallen der komorischen Regierung zu verzögern. Es wird davon ausgegangen, dass Mbeki am 14. März telefonisch mit dem Präsidenten der Afrikanischen Union, Tansanias Präsident Jakaya Kikwete, telefonierte, um den Angriff zu stoppen und Mohamed Bacar abzusetzen. Trotz dieser Intervention verließ ein Fischerboot mit Soldaten am 14. März Moheli nach Anjouan. Es gab widersprüchliche Aussagen von beiden Seiten, wobei Militärangehörige aus der komorischen Armee und der AU meldeten, dass ein Fischerboot mit etwa fünfzig Soldaten der Regierung der Komoren im südlichen Anjouan gelandet sei und versuchte, eine Polizeistation zu erobern. In einer späteren Erklärung revidierte der komorische Generalstabschef Salim Mohamed die Information und sagte, dass ein Aufklärungsteam von etwa 10 Soldaten am 14. März im Süden der Anjouan-Insel gelandet sei und die südliche Stadt Domoni erreicht habe. Zwei Soldaten wurden verletzt, sagte eine bundesweite Quelle. „Das Ziel der Operation war die Polizeistation von Domoni in Anjouan, um politische Gefangene zu befreien“, sagte die Quelle.
Die Truppen zogen sich dann nach Mohéli zurück und kehrten am Sonntag, dem 16. März, nach Anjouan zurück, um die beiden verwundeten Soldaten zu retten. Laut einer militärischen Quelle erlitt ein Bundessoldat eine Armverletzung und ein anderer eine leichte Fußverletzung. Dieselben Quellen berichteten, dass während der Operation etwa zwanzig Menschen in Domoni infolge der Bombardierung der anjouanischen Positionen durch die Komoren und die AU starben. Diese Tatsachen wurden von der Anjouan-Regierung bestritten, die darauf bestand, dass einer der beiden komorischen Soldaten, die am 15. März anjouanische Stellungen in Domoni angegriffen hatten, tatsächlich gestorben sind und dass die Polizeistation nicht eingenommen wurde. Sie erklärten, dass die Truppen der Komoren und der AU in den frühen Phasen ihrer Invasion in Domoni von Anjouans Truppen überfallen worden und gezwungen gewesen seien, sich aus einer hoffnungslosen Situation zurückzuziehen.
Frankreichs Rolle in der Krise wurde in Frage gestellt, als am 19. März ein französischer Polizeihubschrauber auf einer unautorisierten, geheimen Mission der von der französischen Regierung verwalteten Insel Mayotte in der Nähe von Sima auf Anjouan in das Meer stürzte. Berichte von Beamten in den Komoren sagten, dass niemand bei dem Absturz verletzt wurde. Der Hubschrauber gehörte der in Mayotte ansässigen französischen Luftwaffe und Grenzpolizei. Kritiker behaupten, der Helikopter sei an dem Versuch beteiligt gewesen, Bacar ins französische Exil zu bringen.
Das französische Militär hatte bereits zwischen dem 14. und dem 16. März etwa 300 tansanische Truppen und 30 Tonnen Fracht nach Grand Comore transportiert. Berichten zufolge sagte ein französischer Diplomat, Frankreich sei bereit, auch senegalesische Truppen zu transportieren, habe dies aber noch nicht getan. Die diplomatische Quelle sagte, dass Frankreich „günstig“ für den Dialog bleibe, aber unter der Bedingung, dass Bacar die Anwesenheit afrikanischer Truppen im Hafen und am Flughafen von Anjouan akzeptiere.

## Invasion
Am Morgen des 24. März 2008 verließen fünf Boote, die ungefähr 1500 AU-Soldaten transportierten, den Hafen von Fomboni, der Hauptstadt der Insel Mohéli.
Es wurde berichtet, dass die Start- und Landebahn am Flughafen Ouani in der Nähe von Mutsamudu mit Gepäckwagen blockiert war und die Atmosphäre angespannt war, als sich die Insel für den bevorstehenden Angriff bereit machte.
Etwa 450 Soldaten landeten in der Morgendämmerung am 25. März auf der Nordseite der Anjouan Bay. Die ersten Schüsse wurden um 5 Uhr morgens (GMT + 3) auf der Insel Ouani in der Nähe des Flughafens und der Präsidentenresidenz gehört. Die vereinten Kräfte rückten schnell auf die Stadt Ouani vor, um den Flugplatz zu sichern. Die BBC berichtete, dass die Inselhauptstadt, der Flughafen, der Seehafen und die zweite Stadt in der Morgendämmerung überrollt worden seien, um Szenen der Jubelrufe der lokalen Bevölkerung zu zeigen. Gegen Mittag war der Präsidentenpalast verlassen. Aber andere Journalisten berichteten, dass die Invasoren „unter dem automatischen Beschuss der Anjouan-Streitkräfte gekämpft hätten“, und am Nachmittag „legten Zusammenstöße mit schwerer Artillerie weiterhin die Stadt Ouani in Schutt und Asche“. Berichten zufolge suchte die Armee nach Bacars Versteck.
Nachdem der Flughafen gesichert war, teilte sich die Invasionstruppe anscheinend, wo ein Teil davon nach Südwesten ging, um Anjouans Loyalisten in der Hauptstadt Mutsumudu anzugreifen, während der Rest in Richtung Südosten zog und den Hafen von Bambao M'Sanga und die zweite Stadt von Domoni widerstandslos eroberte.
Frühe Berichte deuteten darauf hin, dass die Bacar-Regierung ins Innere der Insel geflüchtet war und sich versteckte. Spätere unbestätigte Berichte der Regierung der Komoren vom 25. März enthüllten jedoch, dass Mohamed Bacar in Mayotte inkognito geflohen sei. Es gab keinen Kommentar von der Bacar-Regierung, aber der Sprecher der Komorenregierung sagte, dass die Invasionstruppen angewiesen worden seien, nach ihm Ausschau zu halten und Hausdurchsuchungen durchzuführen.

## Nachwirkungen
Mohamed Bacar gelang es, mit dem Schnellboot nach Mayotte zu fliehen;, Berichte vom 26. März bestätigten seine Anwesenheit auf der Insel und erklärten, er habe in Frankreich politisches Asyl beantragt. Die Associated Press berichtete aus Paris, dass Frankreich die Bitte um politisches Asyl erwäge, aber die Führer der Comoren forderten, dass Frankreich Bacar zu den Komoren zurückbringen sollte, und es gab anti-französische Proteste, die dasselbe forderten. Frankreich gab an, dass es den Asylantrag so schnell wie möglich behandle, aber am 27. März wurde Bacar auf die französische Insel Réunion gebracht, wo er und 23 seiner Anhänger wegen illegaler Einreise in französisches Territorium angeklagt wurden. Der Fall wurde aus Verfahrensgründen abgelehnt, aber Bacar und die 23 anderen blieben in Haft.
Ende März waren mehrere prominente Unterstützer von Bacar festgenommen worden, darunter auch Caabi El-Yachroutu, ein ehemaliger Vizepräsident, Premierminister und Interimspräsident von Komoren. Drei andere wurden am 29. März in der Nähe von Domoni gefunden, darunter Mohamed Abdou Mmadi (ein ehemaliger Verkehrsminister und Sprecher von Bacar), Ibrahim Halidi (ein ehemaliger Premierminister und Berater von Bacar) und Ahmed Abdallah Sourette (ein ehemaliger Präsident des Verfassungsgerichts).
Am 5. April 2008 wurde Bacar in Untersuchungshaft genommen. Der komorische Präsident Sambi besuchte Anjouan Anfang April und markierte seinen ersten Besuch auf der Insel seit Mai 2007. Er sagte, dass er hoffe, dass der Separatismus in Anjouan mit der Beseitigung von Bacar von der Macht aufhören werde, und er lobte die afrikanischen Führer, die bei der Invasion Hilfe geleistet hatten.
Im Gegensatz zu früheren Berichten, dass Frankreich gegen die Invasion war, gab Frankreich seine Zustimmung und half, die AU-Truppen auf die Insel zu bringen. Der französische Außenminister Bernard Kouchner betonte am 8. April, dass Frankreich Bacar nicht unterstützt oder ihm keinen Schutz gewährt habe und dass es die Intervention der Afrikanischen Union voll unterstützt habe.
Am 18. April wurden Bacar und 21 seiner Anhänger aus dem Gefängnis entlassen und auf dem Militärflugplatz Réunion zu Hausarrest zurückgebracht. Am 23. April wurde bekanntgegeben, dass das französische Amt für den Schutz von Flüchtlingen und Staatenlosen (OFPRA) zwei Männern von Bacar Asyl gewährt und sechs von ihnen verweigert hat; diejenigen, deren Anträge abgelehnt wurden, sollten in ein Drittland geschickt werden und aus Angst vor Verfolgung nicht auf die Komoren zurückkehren.
Bacars Asylantrag wurde am 15. Mai 2008 abgelehnt. Der französische Staatssekretär für Übersee, Yves Jégo, sagte, Frankreich werde die Bemühungen der komorischen Regierung unterstützen.
Die Präsidentschaftswahlen in Anjouan fanden am 15. und 29. Juni 2008 statt. Moussa Toybou gewann die Wahl in der zweiten Runde gegen Mohamed Djaanfari.